# Droga krajowa nr 170 (Kostaryka)
Droga krajowa nr 170 (hiszp. Ruta Nacional Secundaria 170/Ruta 170) – jedna z dróg krajowych w Kostaryce. Znajduje się ona w prowincjach Alajuela i Guanacaste.

## Opis
W prowincji Alajuela droga krajowa nr 170 przebiega przez kanton Upala (przez dystrykt San José).
W prowincji Guanacaste droga krajowa nr 170 przebiega przez kanton La Cruz (przez dystrykt Santa Cecilia).